# Archimetrioxena electrica
Archimetrioxena electrica is een keversoort uit de familie Belidae. De wetenschappelijke naam van de soort is voor het eerst geldig gepubliceerd in 1953 door Voss.